# Паллантиди
Паллантіди (грец. Pallantidai) — п'ятдесят синів Палланта, сина Пандіона, двоюрідні брати Тесея.
Паллантіди вважали Егея прийомним сином Пандіона, тому не визнали спадкоємних прав Тесея, вступили з ним у боротьбу й були перебиті.